# Wioślarstwo na Letnich Igrzyskach Olimpijskich 1948 – dwójka ze sternikiem mężczyzn
Rywalizacja w dwójkach ze sternikiem mężczyzn w wioślarstwie na Letnich Igrzyskach Olimpijskich 1948 rozgrywana była między 5 a 9 sierpnia 1948 na torze regatowym Henley Royal Regatta w Henley-on-Thames. Zgłoszono 10 osad z 10 krajów.

## Terminarz
| Data            |           |
| --------------- | --------- |
| 5 sierpnia 1948 | Runda 1   |
| 6 sierpnia 1948 | Repasaże  |
| 7 sierpnia 1948 | Półfinały |
| 9 sierpnia 1948 | Finały    |

## Format
W rundzie 1 rozegrano cztery wyścigi, z których zwycięskie osady awansowały do półfinału, pozostałe zaś do repasaży. Z dwóch wyścigów repasażowych zwycięzcy każdego wyścigu awansowali do półfinału pozostałe osady odpadały z rywalizacji. Z trzech wyścigów półfinałowych zwycięzcy awansowali do finału.

## Wyniki

### Runda 1
Bieg 1
| Miejsce | Narodowość        | Zawodnicy                                   | Czas   | Kwal |
| ------- | ----------------- | ------------------------------------------- | ------ | ---- |
| 1.      | Jugosławia        | Vladeta Ristić Marko Horvatin Predrag Sarić | 7:59,0 | Q    |
| 2.      | Wielka Brytania   | Mark Scott Howard James David Walker        | 8:06,8 |      |
| 3.      | Stany Zjednoczone | Vincent Deeney Joseph Toland John McIntyre  | 8:13,3 |      |

Bieg 2
| Miejsce | Narodowość | Zawodnicy                                       | Czas   | Kwal |
| ------- | ---------- | ----------------------------------------------- | ------ | ---- |
| 1.      | Włochy     | Giovanni Steffè Aldo Tarlao Alberto Radi        | 7:47,6 | Q    |
| 2.      | Dania      | Finn Pedersen Tage Henriksen Carl-Ebbe Andersen | 7:51,7 |      |
| 3.      | Węgry      | Antal Szendey Béla Zsitnik Róbert Zimonyi       | 8:19,7 |      |

Bieg 3
| Miejsce | Narodowość | Zawodnicy                                                   | Czas   | Kwal |
| ------- | ---------- | ----------------------------------------------------------- | ------ | ---- |
| 1.      | Francja    | Ampelio Sartor Aristide Sartor Roger Crezen                 | 8:01,7 | Q    |
| 2.      | Grecja     | Iakovidis Diakoumakos Georgios Venieris Grigorios Emmanouil | 8:13,3 |      |

Bieg 4
| Miejsce | Narodowość | Zawodnicy                                   | Czas     | Kwal |
| ------- | ---------- | ------------------------------------------- | -------- | ---- |
| 1.      | Argentyna  | Pedro Towers Ramón Porcel Juan Parker       | walkower | Q    |
| 2.      | Brazylia   | Paulo Diebold Arlindo Cabral Pércio Zancani | DNS      |      |

### Repasaże
Bieg 1
| Miejsce | Narodowość        | Zawodnicy                                                   | Czas   | Kwal |
| ------- | ----------------- | ----------------------------------------------------------- | ------ | ---- |
| 1.      | Węgry             | Antal Szendey Béla Zsitnik Róbert Zimonyi                   | 7:56,4 | Q    |
| 2.      | Stany Zjednoczone | Vincent Deeney Joseph Toland John McIntyre                  | 8:09,2 |      |
| 3.      | Grecja            | Iakovidis Diakoumakos Georgios Venieris Grigorios Emmanouil | 8:17,3 |      |

Bieg 2
| Miejsce | Narodowość      | Zawodnicy                                       | Czas   | Kwal |
| ------- | --------------- | ----------------------------------------------- | ------ | ---- |
| 1.      | Dania           | Finn Pedersen Tage Henriksen Carl-Ebbe Andersen | 7:51,2 | Q    |
| 2.      | Wielka Brytania | Mark Scott Howard James David Walker            | 8:01,7 |      |

### Półfinał
Bieg 1
| Miejsce | Narodowość | Zawodnicy                                       | Czas   | Kwal |
| ------- | ---------- | ----------------------------------------------- | ------ | ---- |
| 1.      | Dania      | Finn Pedersen Tage Henriksen Carl-Ebbe Andersen | 8:12,1 | Q    |
| 2.      | Francja    | Ampelio Sartor Aristide Sartor Roger Crezen     | 8:14,9 |      |

Bieg 2
| Miejsce | Narodowość | Zawodnicy                                 | Czas   | Kwal |
| ------- | ---------- | ----------------------------------------- | ------ | ---- |
| 1.      | Węgry      | Antal Szendey Béla Zsitnik Róbert Zimonyi | 8:15,7 | Q    |
| 2.      | Argentyna  | Pedro Towers Ramón Porcel Juan Parker     | 8:27,7 |      |

Bieg 3
| Miejsce | Narodowość | Zawodnicy                                    | Czas   | Kwal |
| ------- | ---------- | -------------------------------------------- | ------ | ---- |
| 1.      | Włochy     | Giovanni Steffè Aldo Tarlao Alberto Radi     | 8:04,2 | Q    |
| 2.      | Jugosławia | Vladeta Ristić Marko Horvatin Duško Ðorđević | 8:07,9 |      |

### Finał
| Miejsce | Narodowość | Zawodnicy                                       | Czas   |
| ------- | ---------- | ----------------------------------------------- | ------ |
| złoto   | Dania      | Finn Pedersen Tage Henriksen Carl-Ebbe Andersen | 8:00,5 |
| srebro  | Włochy     | Giovanni Steffè Aldo Tarlao Alberto Radi        | 8:12,2 |
| brąz    | Węgry      | Antal Szendey Béla Zsitnik Róbert Zimonyi       | 8:25,2 |